# Ernst Augustinsson
Johan Ernst Augustinsson, född 25 juni 1850 i Jönköping, död 26 mars 1925 i Halmstad, var en svensk läkare. Han var gift med Maria Leijonancker och far till Wilhelm Augustinsson.
Augustinsson blev student vid Uppsala universitet 1871, medicine kandidat 1877 och medicine licentiat vid Karolinska institutet i Stockholm 1882. Han var underkirurg och underläkare vid Sabbatsbergs sjukhus i Stockholm 1880–83, tillförordnad lasarettsläkare i Halmstad 1882–83, lasarettsläkare i Oskarshamn 1883–84 och praktiserande läkare i Halmstad från 1883. Han tvingades ett tiotal år innan döden att stänga sin mottagning på grund av Parkinsons sjukdom. Han avled i lunginflammation.
Augustinsson var läkare vid Halmstad–Nässjö Järnvägar 1883–1900, vid Skåne–Hallands Järnväg 1885–95 och vid Statens Järnvägar från 1896 (senast vid linjen Getinge–Halmstad 1908–13). Han var fabriksläkare vid Oskarström 1890–93, intendent vid Halmstads vattenkuranstalt 1890–93, bataljonsläkare vid Hallands bataljon 1894 och i Fältläkarkårens reserv 1897 och läkare vid Diakonissanstaltens sjukhem på Nissabo vid Halmstad från 1903. Han var ledamot av lasarettsdirektionen i Halmstad och under en följd av år ledamot av kyrko- och skolråd samt kyrkvärd där. Han var känd som sångare och deltog som förste tenor i ett stort antal studentsångarfärder.